# Ndroq
Ndroq è una frazione del comune di Tirana in Albania (prefettura di Tirana).
Fino alla riforma amministrativa del 2015 era comune autonomo, dopo la riforma è stato accorpato, insieme agli ex-comuni di Baldushk, Bërzhitë, Dajt, Farkë, Kashar, Krrabë, Petrelë, Pezë, Shëngjergj, Vaqarr, Zall Bastar, Zall Herr a costituire la municipalità di Tirana.

## Località
Il comune era formato dall'insieme delle seguenti località:
- Ndroq
- Zbarqe
- Kercukje
- Zhurje
- Lagje e Re
- Pinet
- Sauqet
- Çalabërzezë
- Shesh
- Grebllesh
- Meni